# Elementary School Musical (episodio de Los Simpson)
«Elementary School Musical», titulado «El Musical de la escuela primaria» en Hispanoamérica y «El Musical de primaria» en España, es el primer episodio de la vigesimosegunda temporada de la serie de animación Los Simpson. Fue emitido el 26 de septiembre de 2010 en Estados Unidos por la cadena Fox. En el episodio intervienen Jemaine Clement y Bret McKenzie como dos consejeros del campo artístico, así como Lea Michele, Cory Monteith y Amber Riley de Glee como campistas. En Hispanoamérica, el capítulo se emitió como preestreno de la temporada 22, emitiéndose el jueves 18 de noviembre de 2010 antes de Glee, con motivo del estreno de su segunda temporada.

## Argumento
Cuando se anuncia que Krusty el Payaso es el ganador del Premio Nobel de la Paz, Homer le pide a Bart que lo acompañe en un viaje a Oslo para la ceremonia. Lisa cree que la están dejando de lado, y Marge la lleva a una semana en un largo retiro en el campo de las artes escénicas, donde es recibido por sus consejeros de artística Ethan (Jemaine Clement) y Kurt (Bret McKenzie) y sus compañeros campistas con sus inclinaciones musicales (Michele, Monteith y Riley, que inspiran a ella para abrazar a su lado creativo). Después de volver a Springfield, Lisa tiene problemas para readaptarse a la vida normal y busca la oportunidad de expresar su lado creativo, que acaba de despertar, pero pronto se da cuenta de que la ciudad no es lo mismo que el campamento.

## Recepción
Los críticos tuvieron opiniones variadas sobre Elementary School Musical. Todd VanDerWerff de The A.V. Club le dio al episodio una nota de C+. Aunque se mostró satisfecho con muchos aspectos del episodio, como el desarrollo del personaje de Lisa Simpson, VanDerWerff criticó las canciones. Refiriéndose a la aparición de Jemaine Clement y Bret McKenzie de Flight of the Conchords, declaró: «No sé si los escritores escribieron nuevas canciones para los dos chicos de Flight of the Conchords [...] pero las canciones que cantaron fueron bastante débiles». VanDerWerff también criticó las apariciones de Michele, Riley y Monteith, y dijo: «Traer a los chicos de Glee para cantar «Good Vibrations» fue, francamente, horrible. Pareció un intento de tener estrellas invitadas sólo para que pudiesen ser promocionadas».
Por el contrario, Brad Trechak de TV Squad sintió que Elementary School Musical fue un comienzo agradable de la vigesimosegunda temporada de la serie, y escribió que Clement y McKenzie fueron lo más destacado del episodio. En una reseña similar, Eric Hochberger de TV Fanatic declaró: «Nos encantó ver anoche a Bret y Jemaine hacer lo que mejor se les da: interpretar versiones caracterizadas de ellos mismos. Al contrario que los chicos de Glee, nuestro dúo favorito de Nueva Zelanda cantó canciones decentes y tuvo algunas líneas fantásticas». Hochberger le dio al episodio 3.5 sobre 5 estrellas.